# Borko
Borko is een gemeente (commune) in de regio Mopti in Mali. De gemeente telt 7000 inwoners (2009).
De gemeente bestaat uit de volgende plaatsen:
- Borko
- Dempary
- Mello
- Somé
- Tintan